# آنتونیو آرنو
آنتونیو آرنو (انگلیسی: António Duarte Arnault؛ زادهٔ ۲۸ ژانویهٔ ۱۹۳۶) یک شاعر، نویسنده داستان، مقاله‌نویس، وکیل و سیاست‌مدار اهل پرتغال است. او وزیر امور اجتماعی در دولت ماریو سوارز بود.

## زندگی قبل از سیاست
آنتونیو آرنو در کویمبرا، متولد شد. او در سال ۱۹۵۹ از دانشگاه کویمبرا فارغ‌التحصیل شد.

## زندگی سیاسی
در سال ۱۹۷۳، همراه با شخصیت‌هایی مانند ماریو سوارز یا سلگادو زنهه، او حزب سوسیالیست را در باد مونستررایفل، آلمان تأسیس کرد. او عضو هیئت مدیره حزب تا سال ۱۹۸۳ بود.
در سال ۱۹۷۵ او در مجلس مؤسسان انتخاب شد که وظیفه تهیه پیش‌نویس قانون اساسی جدید بعد از انقلاب میخک را بر عهده داشت. او همچنین برای چندین بار به عنوان عضو مجلس جمهوری (پرتغال) انتخاب شد.
او در سال ۱۹۷۸ به عنوان وزیر امور اجتماعی انتخاب شد و پس از گذشت تنها هفت ماه، او خدمات بهداشت ملی پرتغال را تأسیس کرد که اولین سیستم بهداشت جهانی در پرتغال بوده‌است.
پس از بازنشستگی از سیاست، هنوز آنتونیو آرنو صدای بانفوذ در کشور پرتغال است.

## فعالیت‌های دیگر
او رئیس شورای انجمن پرتغال در منطقه کویمبرا بود.
او یک فراماسون است و در سال‌های ۲۰۰۲ تا ۲۰۰۵ استاد بزرگ Grande Oriente Lusitano بود.